# Miha Janc
Miha Janc, slovenski mikrobiolog, veterinar, * 8. julij 1937, Ljubljana.
Je zaslužni profesor Univerze v Ljubljani in eden od štirih matičarjev medfakultetnega študija mikrobiologije.
Rodil se je očetu Adrijanu in mami Živki. Oče je bil arhitekt, ki se je kasneje preselil na Irsko in tam tudi umrl, mama pa je bila šivilija.  
Med 2. svetovno vojno sta bila z mamo izgnana v Italijo, kasneje pa so se z družino odselili v Beograd, kjer se je okužil z virusom otroške paralize, ko je bil star okoli deset let. Zaradi zahrbtne bolezni se je eno leto zdravil v Ljubljani, posledice pa so doživljenjske.  
Maturiral je na 6. državni gimnaziji v Ljubljani leta 1956. Diplomiral je na Veterinarskem oddelku Biotehniške fakultete leta1962, kjer je tudi doktoriral leta 1965.
Po diplomi je eno leto in pol delal na Farmi bekonov (prašičev) v Ihanu. Jeseni 1963 so ga sprejeli na Veterinarski znanstveni zavod na mesto bakteriologa začetnika. Tu je delal 11 let. V tem času se je kot postdoktorand en mesec izpopolnjeval na Veterinarskem raziskovalnem zavodu Brnu, s štipendijo francoske vlade pa 6 mesecev na Pasteurjevem inštitutu v Parizu pri profesorju LeMinorju. Njegov laboratorij je bil takrat evropski referenčni center za salmonele. Poleg raziskovalnega dela je v tem času poslušal predavanja na Velikem tečaju mikrobiologije Pasteurjevega inštituta. 
Spodbudil je posodobitev diagnostike stekline in pri tem sodeloval v času panzootije stekline pri lisicah. Te so ogrožale domače živali in ljudi. Z neprecenljivo pomočjo prof. Zajc Satlerjeve je izpopolnil serotipizacijo salmonel iz živalskih virov. Uvedel je serotipizacijo za živali patogenih sevov Escherichia coli in iz najpogostejših serotipov izdelal cepivo za preprečevanje kolibaciloze sesnih pujskov. 
Naslednjih 5 let je delal v Republiški veterinarski upravi (RVU). Tudi ta čas je v prostem času raziskovalno delal na Veterinarskem zavodu Slovenije. Med službovanjem na RVU je kot štipendist Fulbright-Haysovega sklada kot gostujoči profesor - takrat je bil habilitirani docent - 13 mesecev delal v laboratoriju profesorja Hanka Harrisa na Veterinarski fakulteti Državne univerze v Iowi. Izkušnje iz ZDA je prenesel na Veterinarsko fakulteto v Ljubljani in uvedel bakteriološko diagnostiko povzročitelja prašičje dizenterije. Brez bakteriološkega spremljanja ni mogoče spremljati in nadzorovati učinkovitosti izkoreninjenja te bolezni, ki jo je načrtoval in skupaj s kolegi izvedel na dveh velikih prašičerejskih farmah z več desettisoč prašičev.
Na Mikrobiološki inštitut Medicinske fakultete  v laboratorij  za diagnostikov bakterijskih črevesnih infekcij  prof. Jadranke Zajc Satler je prišel leta 1979. Po upokojitvi prof. Satlerjeve je ta laboratorij vodil. Tu je uvedel rutinsko diagnostiko kapilibakterioze in serotipizacijo kampilobaktrov. Kampilobakterioza je poleg salmoneloz najpogostejša črevesna bakterijska infekcija. Uvedel je tudi laboratorijsko diagnostiko okužb s  Clostridium difficile, bakterijo, ki lahko povzroči hude okužbe predvsem po zdravljenju z antibiotiki, ki hudo prizadenejo normalno črevesno floro.
Leta 1989 se je priključil katedri za molekularno genetiko Biološkega oddelka Biotehniške fakultete pod vodstvom prof. Miklavža Grabnarja. Tu je prevladovalo pedagoško delo s študenti Pedagoške fakultete, biologije in mikrobiologije. Raziskovalno se je ukvarjal z bakterijo Clostridium difficile.
Zaslužni profesor je postal leta 2013.
Poročen je bil z napovedovalko RTV Slovenija Evo Julijano Janc in ima z njo hčerko Matejo, rojeno 1964. Njegova vnukinja je judoistka Živa Vilfan. 
Po zgodnji upokojitvi zaradi zdravstvenih težav leta 1999 se je preselil v Dolenjo vas pri Senožečah, Divača. Posest, ki jo je kupil že v 80. letih, je sprva služil kot vikend. 
Zaradi izrednega poslabšanja zdravstvenega stanja v letih 2024 in 2025, se je aprila 2025 preselil v dom starejših občanov SeneCura v Pivki. 